# Flammes sur le Vietnam
Pour plus de détails, voir Fiche technique et Distribution.
Flammes sur le Vietnam (Una cruz en el infierno) est un film espagnol sorti en 1957, réalisé par José María Elorrieta.

## Synopsis
Une religieuse arrive dans une mission en plein milieu de la guerre d'Indochine. Elle se lie bientôt d'amitié avec des enfants de réfugiés. Un jour, elle accueille un trafiquant blessé, Lazlo, qui tombe amoureux de la religieuse, et offre ses secours quand il s'agit d'évacuer des enfants. Il intervient de nouveau quand la religieuse est enfermée avec les enfants dans un camp de concentration communiste,.

## Fiche technique
- Titre français : Flammes sur le Vietnam
- Titre original : Una cruz en el infierno
- Genre : film de guerre, film d'aventure, film dramatique
- Réalisation : José María Elorrieta (sous le pseudo de Joe Lacy)[1],[2]
- Scénario : Rafael J. Salvia, John Davis Hart, José Maria Elorrieta (sous le pseudo de Joe Lacy)
- Musique : Fernando García Morcillo
- Production : Sidney W. Pink pour Universitas Films, Universum Film, Westside International Films
- Photographie : Miguel Fernández Mila
- Montage : Félix Suárez Inclán
- Durée : 95 min
- Pays :  Espagne,  Allemagne[1]
- Date de sortie : 29 juillet 1957[3]

## Distribution
- Elena Barrios : Soeur Esperanza
- José Nieto : Laszlo
- Manolo Morán : Frère Bartolomé
- Nicolás D. Perchicot : Père Elías
- Vicente Ávila : Hart
- Félix Dafauce : Ericson
- Rosita Palomares : Selma
- María Martín : Mariela
- Miguel Ángel Reina
- Francisco Vilay
- Severo Somontes
- Rubén Bantú
- José Luis Rico
- Manuel Rojas
- Conchita : une enfant
- Nicasio : un enfant
- Bienvenido Antonio : un enfant
- Expedito Claravall : un enfant
- María Mayor : une enfant
- Conchita Muller : une enfant